# Pintomeira
Pintomeira (Deocriste, Viana do Castelo, 17 de fevereiro de 1946) é um artista plástico português – pintura, fotografia, ilustração | ensaísta

## Biografia
Pintomeira nasce em Deocriste, Viana do Castelo, Portugal. Em 1957 entra no Seminário de Braga, que abandona em 1961, após concluir que não tinha vocação para o sacerdócio.
Em 1965, termina os seus estudos liceais, decide desistir da Escola Superior de Belas Artes da Universidade do Porto, hoje Faculdade de Arquitetura da Universidade do Porto (FAUP) e da sua formação em Arquitetura, e opta por uma carreira nas artes plásticas (pintura), embora o cinema tenha sido, desde cedo, a sua primeira orientação. Em 1977, abortada a possibilidade de inscrição na Nederlandse Filmacademie ( Academia de Cinema da Holanda), razão primeira que o levou a deixar Portugal, Pintomeira frequenta entre 1977-1980 o Instituto CREA van de Universiteit van Amsterdam https://www.crea.nl/, onde estuda pintura.
Faz, em 1966, a sua primeira exposição na, então existente, Galeria Divulgação, em Viana do Castelo.
Entre 1967 e 1972 encontra-se em Lisboa. Durante esse período, faz algumas exposições e convive com Mario Cesariny, Cruzeiro Seixas, Luiz Pacheco, Raul Perez e outros pintores do movimento surrealista português.
Em 1972, e após uma curta passagem por África, parte para Paris na companhia da pintora e modelo holandesa Marijke de Hartog que conhece em Portugal. Os dois decidem, mais tarde, partir para Amesterdão na Holanda onde passam a viver e onde casam em 1976. Até 1999, a cidade de Amesterdão será a sua residência, tendo aí o seu atelier onde produz grande parte da sua obra, realizando, ao longo desses 27 anos, diversas exposições, bienais e feiras de arte.
Em 1978, após algumas exposições na Holanda, faz a sua primeira exposição em Paris, na Galerie Entremonde. No mesmo ano, também em Paris, participa no Salon Metamorphoses em homenagem ao pintor surrealista belga René Magritte, realizado no Grand Palais des Beaux Arts. Após esta participação, decide terminar o seu período surrealista. Sobre este seu percurso no surrealismo 1967-1978, Luis Chaves, historiador de arte, escreve no catálogo de uma retrospectiva realizada em 2005 no Museu Municipal de Viana do Castelo, (excerto): "Recuamos até à década de setenta do século XX para entrarmos em contacto com a sua passagem pelo surrealismo. Descobrimos a sua convivência com Cesariny, Raul Perez e outros ligados a esse movimento, aquando da sua estada em Lisboa (1967-1972). No entanto, será já em Paris e mais tarde em Amesterdão, que todas as convenções e preconceitos se soltam para dar lugar a uma expressão liberta de toda a preocupação racional e moral resultante da ideia introduzida por André Breton: o automatismo psíquico."
Durante a década de 1980, no seu atelier em Amesterdão, Pintomeira recebe várias influências, sendo a mais marcante a do grupo CoBrA (agregação das letras iniciais das cidades de Copenhaga, Bruxelas e Amesterdão) e do qual fazem parte grandes nomes como Karel Appel, Corneille, Asger Jorn e Lucebert. Algumas influências desse movimento, como as texturas espessas, o desenho automático, as cores vivas e primárias do expressionismo em combinações complementares, e ainda os motivos simples e depurados com algumas ligações ao surrealismo e à arte primitiva, acompanharam o artista durante grande parte da sua obra. Apesar de o género Paisagem nunca ter despertado a sua atenção, nos finais desta década, Pintomeira decidiu trazê-la para o seu atelier. Produziu, então, cerca de 30 trabalhos sobre tela, nessa expressão pictórica, e que hoje se encontram dispersos por diversas colecções públicas e privadas. 
Na década de 1990 inicia o tema "CONTORNOS", um trabalho inovador de estilização e depuração da figura que consiste no constante exercício e experimentação à volta do contorno, tornando-o preponderante através do seu alargamento, prolongação e multiplicação. Donald Meyer, escritor e crítico de arte, escreve no livro “Contornos . Contours” editado pela Appelbloesem Pers de Amsterdam, (excerto):“...a escrita pincelada é profundamente pessoal e convida o espectador a percorrer todas essas linhas-estradas contornantes, dando-lhe a possibilidade de contemplar a figura ou objecto no conforto da periferia anfiteátrica. O rigor, quase matemático de todas essas linhas e contornos, acentua uma preocupação na busca de uma harmonia que suavize uma observação mais racional ou dramática da memória. No entanto, esse rigor na procura do equilíbrio não significa austeridade ou aprisionamento do lírico. ...Essa exuberância linear, esses traços espessos, que se cruzam e interligam, conduzem a novas áreas e oferecem movimento e ritmo a uma representação estática ou inspiram um ambiente de dinamismo e diversão a uma figura depurada.” 
Durante a década de noventa, Pintomeira apresenta os seus trabalhos em diversas exposições individuais e participa em outras colectivas.

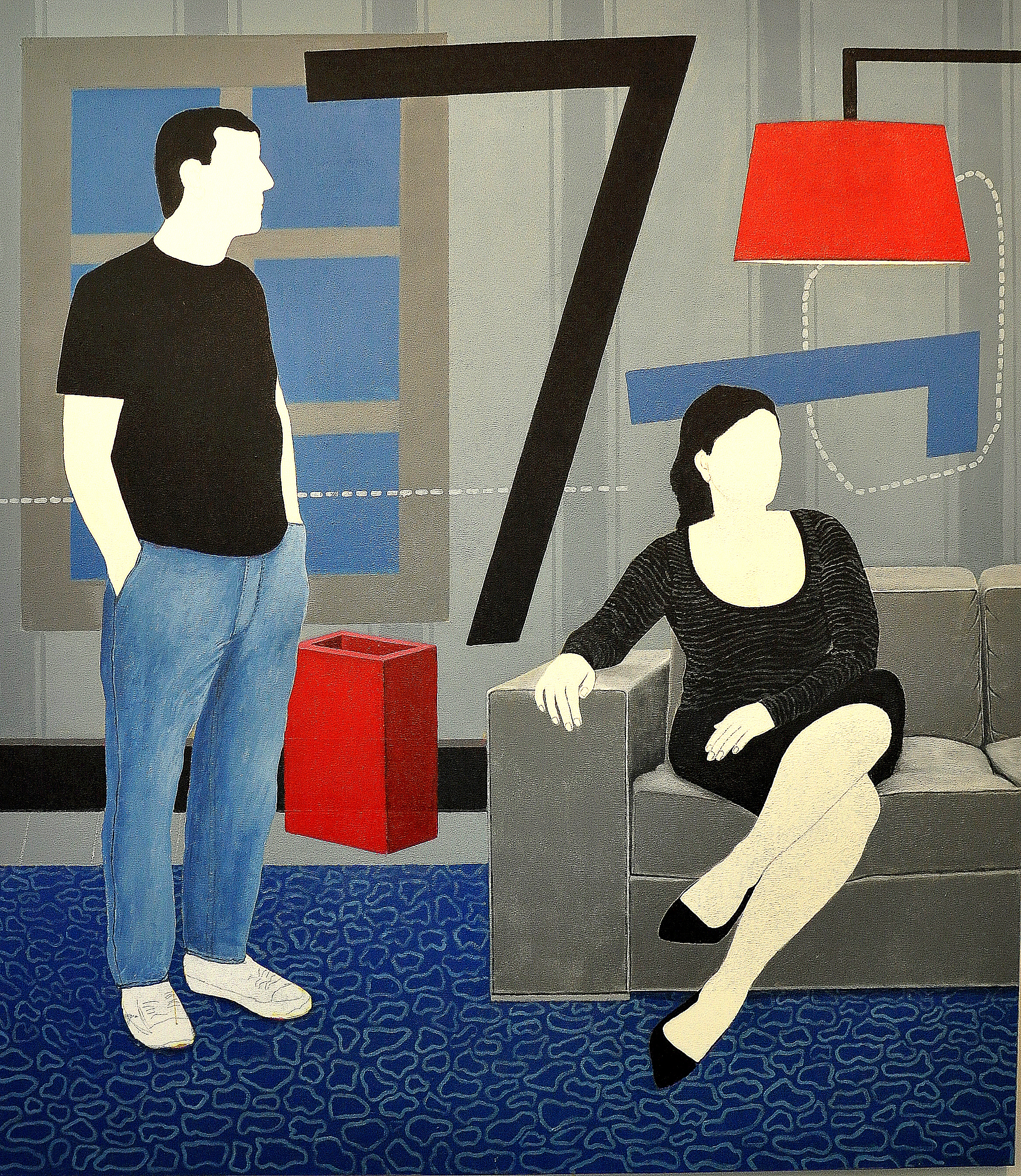
Interiors 2011 Pintomeira

Em 1999, Pintomeira deixa Amesterdão e regressa a Portugal. O trabalho que realiza no seu novo atelier no norte do país, dá origem a um vasto conjunto de obras figurativas, ainda com influências do grupo CoBrA e que denomina de “NOVA LINHA”.
Entre 2003 e 2010, e alternando com “Nova Linha”, Pintomeira produz também um extenso conjunto de trabalhos sobre tela e papel a que dá o nome de “FACES”. Sobre este trabalho realizado entre 1999 e 2007, Alberto Abreu, historiador e curador de algumas exposições de Pintomeira, escreveu, (excerto): “A desmaterialização dos objectos foi o caminho seguido por Pintomeira numa Nova Linha onde o contorno acabou por se reduzir a um filete, as imagens dos objectos aparecem estilizadas quando não reduzidas a silhuetas sem cor nem respeito pelos outros objectos do quadro, neste composto de texturas que Ihe conferem ritmo, irrealidade, estatuto de "formas puras”. Neste ambiente Pintomeira colocou grelhas quadriculares, aves, silhuetas femininas, rostos de perfil, frutos; e varandas, e luas, e caras com olhos de espanto.”
O ano de 2007 marca uma viragem acentuada na sua obra figurativa. As influências CoBrA e os densos contornos desaparecem. O tema “INTERIORES” apresenta trabalhos próximos da pop art com influências do design gráfico. A figura está manifestamente presente e as cenas de interiores denunciam representações teatralizadas. Nestas representações sobressaem as personagens, os objectos e a encenação.  No catálogo de uma exposição dos “Interiores”, Moisés de Lemos Martins, sociólogo / escritor e professor na Universidade do Minho escreveu, (excerto): “Em Interiores são raros, todavia, estes espaços que articulam o interior com o exterior. Nesta fase estética, marcada pela Pop Art e pelo Design Gráfico, Pintomeira descreve, de um modo geral, lugares enclausurados em si mesmos, sem linhas de fuga nem horizonte. Este procedimento obedece aos princípios da Arte Minimalista. Ao privilegiar o espaço de exposição, o artista cria uma obra que se situa entre a pintura, a escultura e a arquitectura. Este espaço, simultaneamente contínuo e descontínuo, assenta na autonomia do mundo interior e não parece conceber qualquer exterior. Mas não é inconcebível que esta paisagem possa ser também percebida do exterior, embora o interior fique necessariamente escondido pela fachada.”

Em 2009 e 2010 é produzido o tema “OUTRAS FACES”, conjunto de obras figurativas, realizadas em impressão digital coladas sobre tela, trabalhadas posteriormente em acrílico e que nos transportam para uma Neo Pop Art. 

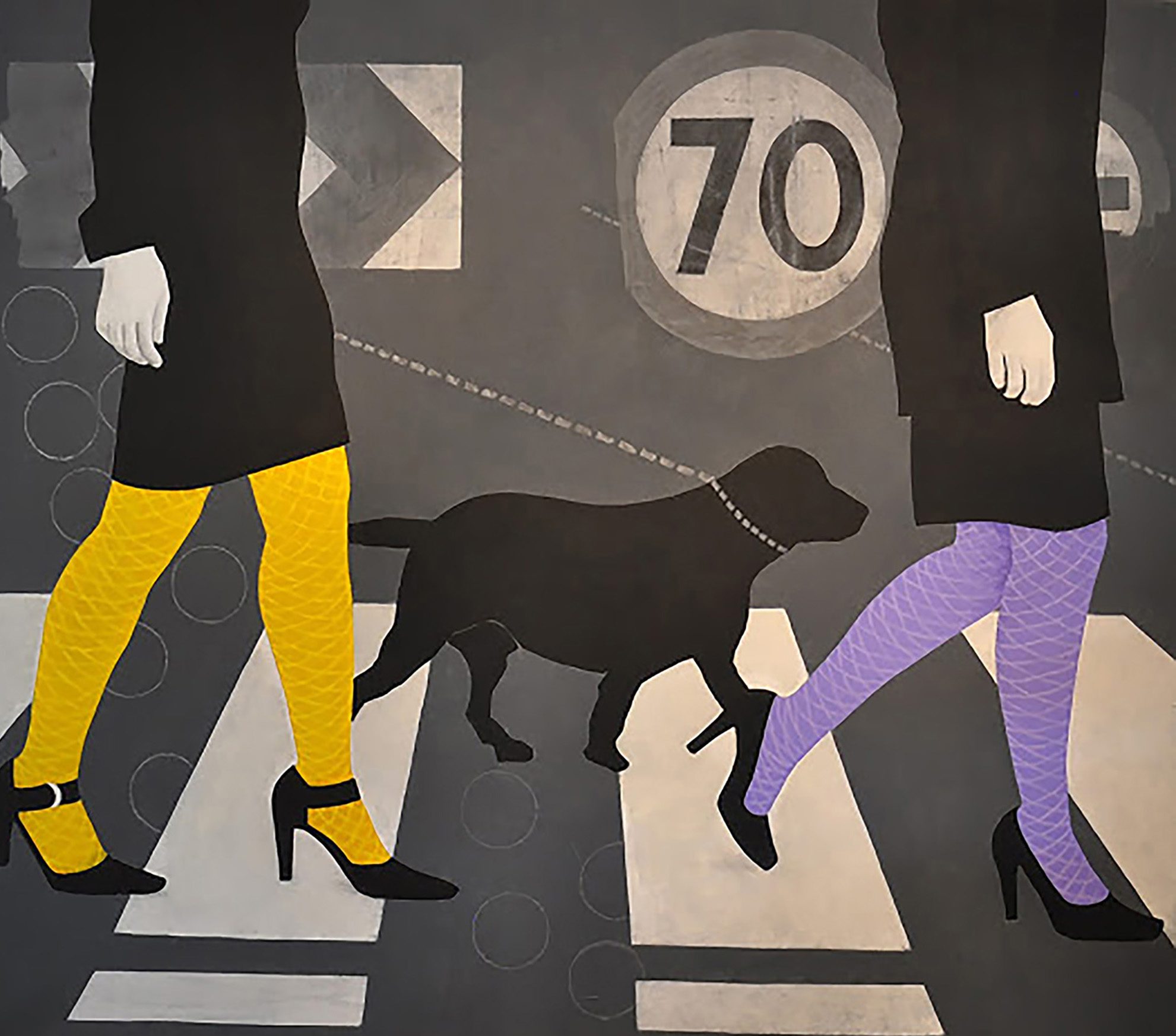
Exteriors
2012. acrylic on canvas. 165x185x4cm

Em 2011 surge “EXTERIORES” que vem complementar “Interiores” produzido entre 2008 e 2009|2010. É composto por uma série de trabalhos que reúnem figuras do quotidiano em encenações urbanas, atravessando passadeiras de rua, onde a sinalética rodoviária é fortemente explorada. José Luis Ferreira, sociólogo, escritor, investigador de arte e Membro Académico Ind. IAA/AIE– International Association for Aesthetics, escreveu no catálogo da exposição “Exteriores . Interiores”, (excerto): “…a regularidade linear do risco, expandido ao traçado largo, recto ou curvilíneo… a acoplagem da sinalética, do pictograma, da carga simbólica e determinante cultural – do semáforo – na Aldeia Global, onde não se perde o sentido das [...] «coisas sólidas e voláteis»[...] coexistente, dentro e fora (no interior e no exterior), de tudo quanto é belo, na existência das coisas, naturais ou artificiais…Daí, o eu admitir que deva considerar-se, enquanto ponto de vista estrito e, unicamente metodológic  taxonómico, atávico, ou ((pragmático]] –uma qualquer diferenciação essencial entre Exteriores Urbanos e Interiores Domésticos, na obra pictórica do pintor…"  Também Michael Amy, Professor de História de Arte no Rochester Institute of Thenology, USA, e membro da International Association of Art Critics (AICA) escreve em "An Empire of Signs" (excerto): "The paintings belonging to the Exteriors series (2011-2012) fascinate me, with their accumulation of signs, their hints of three-dimensional space that is contradicted by other motifs emphasizing the plane, and their juxtaposition of figuration and degrees of abstraction."  ( As pinturas que fazem parte da série Exteriores (2011-2012) fascinam-me, com a sua acumulação de sinais, as suas sugestões de um espaço tridimensional que é contraditado por outros motivos que enfatizam o plano, e a sua justaposição de figuras e níveis de abstracção.)'
Em 2013, Pintomeira regressa à fotografia. Uma passagem, embora breve, pela expressão fotográfica, tinha já sido feita, em 1979, em Amesterdão.

"Somewhere" é, agora, o título escolhido para um trabalho produzido no seu Estúdio, com modelos agenciados. A escolha de um modelo, neste caso feminino, para o sujeito central deste trabalho fotográfico, foi determinada pelo facto de, na sua pintura, a figura humana ser, na maior parte das vezes, também, o seu elemento principal. Assim, a transição da pintura para a fotografia foi consequente, produzindo, numa e noutra, um trabalho figurativo que está presente em quase toda a sua obra. Estas fotografias, à semelhança do que acontece nos seus últimos trabalhos de pintura sobre tela “Interiores – Exteriores”, têm, também, alguns elementos (influências) das artes gráficas, do design, da publicidade e da pop art. De novo, Moisés de Lemos Martins, profundo conhecedor do percurso de Pintomeira, escreve no livro .Somewhere. (excerto): "Estas fotografias não são imagens felizes, tão longe estão da terra da alegria (“so far away”). Nenhuma esperança as redime. É esta profunda melancolia que se lhes cola à pele como a sombra de uma história sem sentido. Do lado de cá da tela, está o espectador, cúmplice desta história de progressivo esvaimento do sentido e a partilhar esta radical solidão, de objeto que o humano não habita mais. Tendo frequentado várias correntes estéticas, Pintomeira compõe este álbum de fotografias, no termo de uma longa viagem. Mantém-se fiel ao seu caminho de sempre, que lhe tem permitido exprimir e interrogar as muitas vicissitudes do humano. Mas, nos tempos mais recentes, sobretudo desde Interiores (2008 e 2009) e Outras Faces (2010), tem-se fixado com particular obstinação e radicalidade no território devastado do humano, de onde desertou o espírito e a Cidade ficou ao abandono, sem memória, de olhar perdido, sem rumo e sem horizonte". 

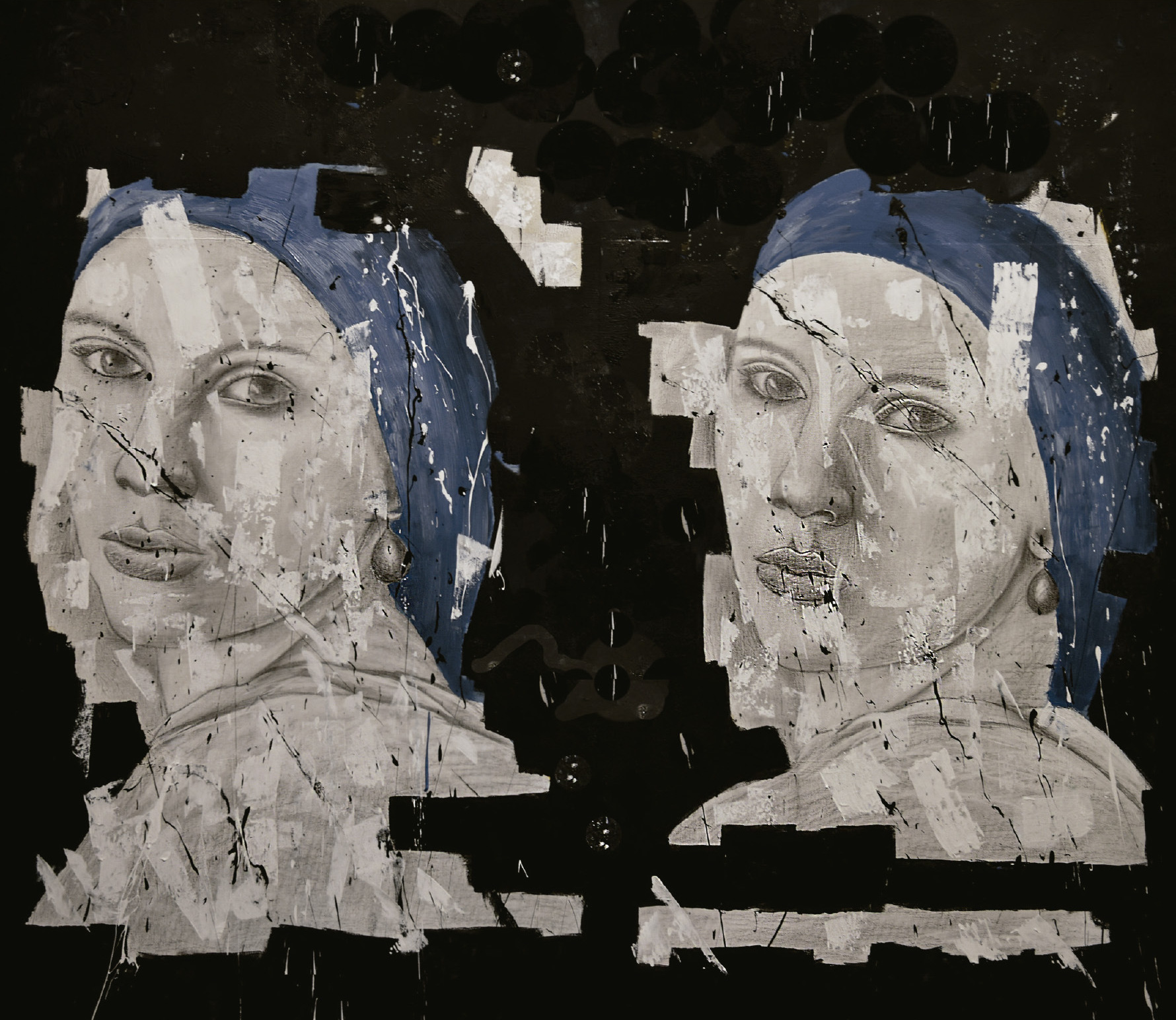
CUTOUTS. 2016. técnica mista. 160x180x4cm

Em 2015, Pintomeira inicia a produção de uma nova série intitulada “CUTOUTS”. A técnica consiste em pintar sobre tela não montada, recortar, em diversas partes, o trabalho figurativo produzido, e, posteriormente, ordenar os diversos elementos recortados numa composição harmoniosa. Finalmente, os elementos desta composição serão colados sobre outra tela montada em grade de madeira. Pintomeira recebeu, muito provavelmente, influências do pintor francês  Matisse que, entre 1941 e 1952, produziu inúmeros cutouts, recortando papel de diversas cores e colando-os, posteriormente, sobre diversos suportes. Quanto à forma (ideia), parece-nos ter havido influências com origem nos murais (frescos) antigos, que podemos, ainda, encontrar nas paredes de alguns templos, mas, já num estado muito degradado, em ruína, onde, da pintura original, só restam alguns detalhes, alguns fragmentos. Sobre este trabalho, Ramon Villares,  Professor Catedrático de História Contemporânea da Universidade de Santiago de Compostela escreve no livro "Pintomeira | Pintura | Fotografia", (excerto): Pintomeira, chega a esta nova proposta na sua biografia, que é a série Cut-outs, inspirada na obra que o pintor Henri Matisse desenvolveu nos derradeiros anos da sua vida... Para Matisse, aquele projeto tinha sido uma solução crepuscular; para Pintomeira é, pelo contrário, uma nova experiência na maturidade da sua trajetória artística. Depois de indagar no surreal ou de conciliar a arte figurativa com a necessidade da identidade, que marcou boa parte da sua obra, agora trata de entender o mundo actual, no que o fragmentário, o reutilizado, mas também os recortes fazem parte do discurso da sociedade presente, dos seus desafios e dos seus medos.”
O escritor e Juiz Conselheiro,  Álvaro Laborinho Lúcio manifesta-se, desta maneira, sobre a obra de Pintomeira: "Um novo tratado das paixões da alma acompanhava o impulso irreprimível do artista para, com a sua capacidade para experimentar, encontrar novas formas e novas linguagens. Sem alguma vez negar o surrealismo, esse paradoxo ao mesmo tempo de estação terminal e lugar de partida, Pintomeira volta a Portugal, trazendo para o improvisado atelier, no Norte, um tema novo que Amesterdão vira experimentar e que aqui se afirma como Nova Linha"  In Pintomeira | Pintura . Fotografia. Bilingue . 500 páginas., 2016, depósito legal 413973/16, ISBN 978-972-588-255-9.  Também, nesse mesmo livro, a italiana Marzia Bruno, Curadora de artes plásticas, escreve: "Os Limiares dos Encontros são, indiscutivelmente, o prelúdio de uma caminhada chamada de vida e a matriz criadora da prismática produção artística de Pintomeira. Não se dissociando da imersão nas suas experiências, vivências e viagens, a sua expressão artística encontra o timbre da autenticidade em tais fatores. Por outro lado, sensações, amizades e envolvências afetivas modelaram a sua perceção de artista, mudaram a sua retina. Fundamentalmente, Pintomeira é um artista cuja inspiração está centrada, não só numa procura constante pela sensação de liberdade, como também na transmissão dessas sensações ao observador".
Em 2016, Pintomeira inicia a produção de “NOVAS FACES”. Algumas fotografias saídas das sessões realizadas no seu Estúdio e que fazem parte de “Somewhere”, são, agora, trabalhadas com acrílicos, pastel, grafite e outros materiais. Esta técnica mista produz trabalhos figurativos (Faces), onde a fotografia se mistura com a pintura. Estas duas linguagens artísticas da pintura e da fotografia passam a coabitar o mesmo espaço, dialogam e interagem visualmente, permitindo ao espectador uma observação de um todo ligado, e ao artista duas caminhadas distintas num todo comum. Pintomeira fotografou e pintou, unindo as duas concepções estéticas na mesma área, sem conflitos nem interpretações dualistas.
Em 2016, durante os meses de Setembro, Outubro e Novembro, a Câmara Municipal de Viana do Castelo realiza uma exposição antológica, comemorando 50 anos de criação artística de Pintomeira.
Quatro espaços expositivos distintos acolhem uma mostra do seu longo percurso artístico, exibindo cerca de uma centena de obras do autor, nas linguagens da pintura e da fotografia. Para acompanhar a referida exposição antológica, é editado, pela mesma Câmara Municipal, um livro de capa dura e 500 páginas, apresentando a obra de Pintomeira. É-lhe, também, concedido o título de cidadão de mérito de Viana do Castelo pelos relevantes serviços prestados às artes plásticas e à cultura vianense, sendo considerado um dos embaixadores dessa mesma cultura.
Desde 1966 e até à atualidade Pintomeira tem no seu currículo mais de uma centena de exposições individuais, em Portugal e no estrangeiro. Entre 1971 e 2018 participou em várias exposições colectivas, bienais e feiras de arte, em Portugal e em vários estados europeus. Está representado em várias colecções institucionais, colecções públicas e privadas em diversos países da Europa, na USA, Israel, Canada e Brasil.

## Escrita
Em 198, abandonou a escrita para se dedicar às artes plásticas, em Amesterdão, onde publicou "High Noon in the Hot Summer"- poesia e manuscritos das "Cartas Condenadas".  Em 2022, retomou a escrita, tendo já publicado:
"A  Arte no Período Entreguerras 1918-1939" | 305 paginas, I edição da Lisbon International Press, - Atlantic Books - 2023, Lisboa ISBN 978-989-37-5519-8
- "Um Mundo Capitulado"  | 356 páginas I edição da Lisbon International Press - Atlantic Books - 2024, Lisboa ISBN 978-989-37-7260-7
- " Lisboa - Cidade de Tragédias" I 510 páginas I edição da Lisbon International Press - Atlantic Books - 2025, Lisboa ISBN 978-989-37-9014-4
- " A Queda de um Velho Tempo" 312 páginas I edição da Astrolábio I Atlantic Books I 2025, Lisboa, ISBN 978-989-37-9630-6

## Obra | Temas 1966 - 2016
- Desenho 1966-1971
- Surrealismo 1972-1978
- Paisagem 1984-1987
- Contornos 1992-1999
- Nova Linha 1999-2007
- Faces 2003-2010
- Interiores 2008-2010
- Exteriores 2011-2013
- Outras Faces 2010
- Fotografia 2013-
- Cutouts 2015-2016
- Arte Digital 2014-2015
- Novas Faces - 2016
- Faces Renascimento - 2017 . 2018
- Moving Figures 2019
- Cutouts 2 - 2021
- Cutouts 3 - 2023

## Catálogos | Livros
- Contours-Contornos;editora-De Appelbloesem pers,Amsterdam,1998,ISBN 9070459167
- Pintomeira - Pintura;gráfica Visão,2003,depósito legal n.º205550/04,ISBN 972-9071-37-3
- Outras Faces - Pintura; Pintarte,2010,depósito legal 311065/10, ISBN 978-989-20-1997-0
- Exteriores . Interiores; Pintart, julho 2011, depósito legal 330722/11, ISBN 978-989-20-2614-5
- ArtWall, International Contemporary Art Zine, Internet Solutions n Publications, 2011, London, UK

- International Comtemporary Artists; 2012, ICA publishing, New York, US, ISBN 9786188000278

- Prosper International Art Book; 2012, INSAT publishing, ISBN 9789729756665
- Art Unlimited, Masters of today Collective Art book series, World ofArt publishing, 2014, London UK, ISBN 91-89685-28-8, ISBN 978-91-89685-28-4

- Somewhere | Fotografia | Pintomeira; 2014, Pintart, depósito legal 376075/14, ISBN 978-989-2048202
- Cutouts | Pintura |Pintarte; 2016; Depósito Legal 405846/16 ISBN 978-989-20-6470-3
- Pintomeira | Pintura . Fotografia. Bilingue . 500 páginas. Edição Câmara Municipal de Viana do Castelo, 2016, depósito legal 413973/16, ISBN 978-972-588-255-9
- Temáticas 2002 . 2020 | Catálogo 40 páginas 2020 | Edição Pintarte | Depósito legal 467572/20 | ISBN 978989 33 0361 0
- MoMA issue of World of Art Contemporary Art Magazine | Publishing World Of Art (WOA), 2020 | Londres, UK   ISBN: 9789189685451
- A Arte no Período Entreguerras 1918-1939 de Pintomeira,| edição da Lisbon International Press, 2023, Lisboa ISBN 978-989-37-5519-8
- Um Mundo Capitulado de Pintomeira | edição da Lisbon International Press, 2024, Lisboa ISBN 978-989-37-7260-7